# Нектарин
Нектари́н (лат. Prunus persica var. nucipersica), или голоплодный персик — подвид персика обыкновенного, для плодов которого характерна гладкая, как у сливы, кожица.

## Разновидности
- P. vulgaris var. roseflorae Riab. — с крупными розовидными цветками.
- P. vulgaris var. campanuleflorae Rjab. — с колокольчатыми цветками.

Сорта нектарина представлены различными эколого-географическими и помологическими группами, подгруппами и экотипами. Насчитывается более 500 сортов нектарина. Сорта нектарина рекомендуются для промышленного садоводства, а также использования в дальнейшей селекционной работе как источники: крупноплодности (Рубиновый 8, Рубиновый 9, «Крымчанин») и позднего срока созревания (Рубиновый 8, Рубиновый 9). 

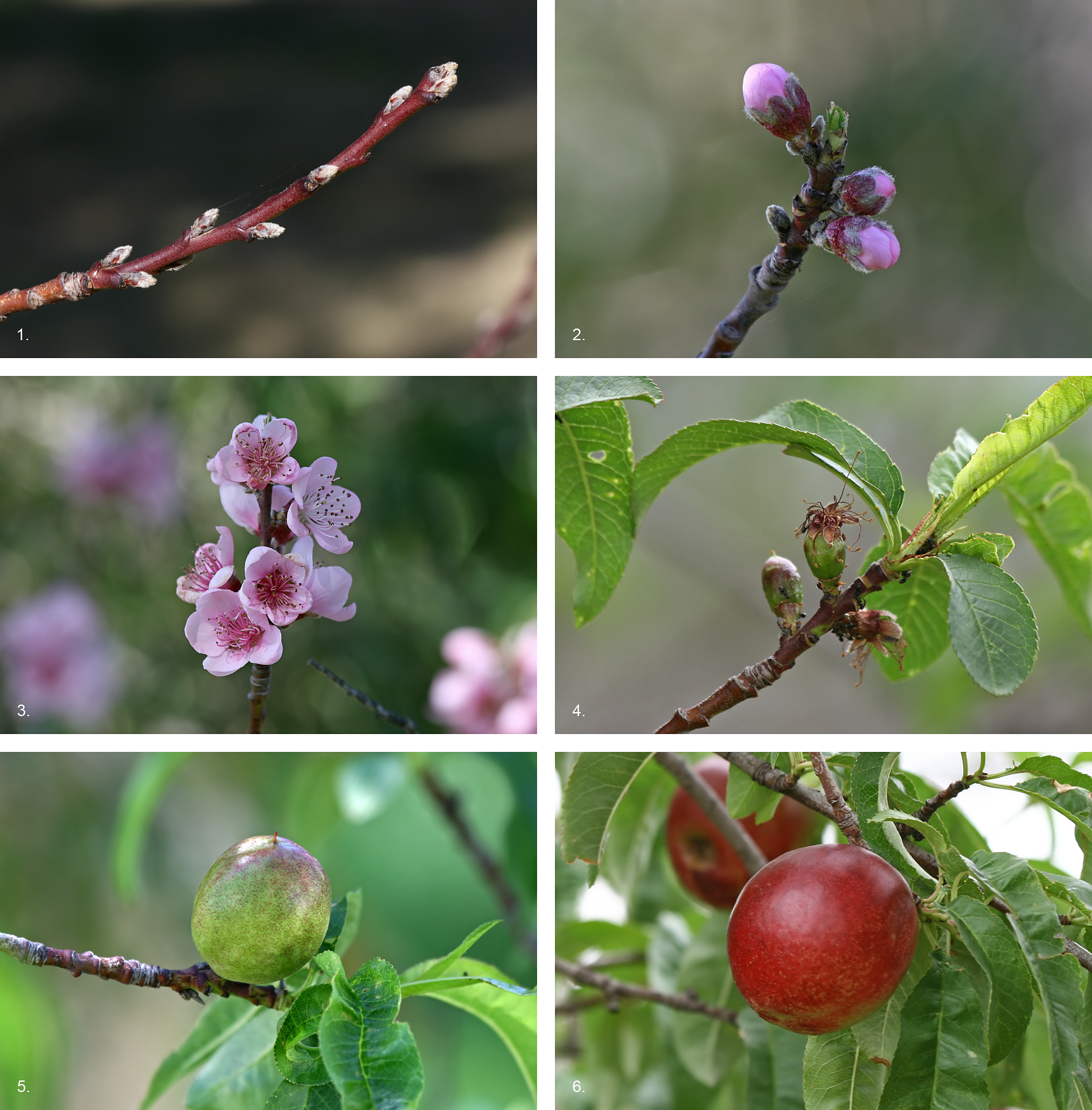
Стадии развития растения

В классификации сортов персика Д. Ондердонка и в последующей классификации Д. Ордендонка и Р. Прайса нектарин вообще не упоминается. 

## Выращивание
Происходит из Китая. В английском языке слово «нектарин» используется с 1616 года. В 1970 году советский журнал «Природа» сообщал читателям, что в Англии «голоплодные персики пользуются большой и заслуженной популярностью».
Основные экспортёры нектарина — страны Средиземноморья: бывшая Югославия, Италия, Израиль, Кипр, Греция, Тунис. Также выращиваются в Болгарии, Чехии, Великобритании, Китае, США, Узбекистане.
В странах бывшего СССР нектарины стали обретать популярность лишь в конце XX века, когда были выведены «крупноплодные (до 200 граммов) гибридные жёлто-мясистые сорта». Нектарин более устойчив к болезням и вредителям, чем обычный персик. Выведены зимостойкие сорта, которые можно выращивать на Северном Кавказе и даже в Волгоградской области.

## Использование
Плоды едят свежими, используют в десертах и джемах, для производства консервированных компотов. В сыром виде нестойки в хранении. Экстракт листьев нектарина обладает антиоксидантной активностью.
Высокое содержание в плодах нектарина витаминов A и C оказывает благоприятное воздействие на кожу, удерживая в её клетках влагу. Содержание витамина C в плодах нектарина сорта Старк Сангло — 6,6 мг / 100 г, достигает 19,8 мг/100 г у сорта «Евпаторийский» (в среднем 14,3 мг/100 г сырого вещества). Как и в иных разновидностях персика, в нектаринах высоко содержание калия.